# Unidentia angelvaldesi
Unidentia angelvaldesi is een slakkensoort uit de familie van de Unidentiidae. De wetenschappelijke naam van de soort is voor het eerst geldig gepubliceerd in 2012 door Millen & Hermosillo.